# Sphecodes sophiae
Sphecodes sophiae är en biart som beskrevs av Cockerell 1898. Sphecodes sophiae ingår i släktet blodbin, och familjen vägbin. Inga underarter finns listade i Catalogue of Life.